# Estratificació creuada d'espina d'arengada
L'estratificació creuada d'espina d'arengada (en anglès, herringbone cross-stratification) és un tipus d'estructura sedimentària formada en les zones de marea, en el qual el corrent flueix periòdicament en la direcció oposada.

## Formació

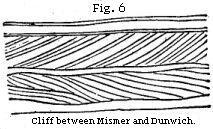
Estratificació creuada d'espina d'arengada

Durant el procés de formació convencional de l'estratificació creuada, els grans de sorra salten fins al costat d'aigües amunt de la duna, recollint en el pic fins que s'aconsegueix l'angle de repòs. En aquest punt, la cresta de material granular es torna massa gran i és vençuda per la força del fluid dipositant, caient pel costat d'aigües avall (o sotavent) de la duna. Finalment, repetides allaus formen l'estructura sedimentària coneguda com a estratificació creuada, amb el capbussament de l'estructura en la direcció del paleocorrent.
En les zones de marea, que tenen un flux bidireccional, les estructures estan formades amb capes creuades de capes inclinades en direccions oposades que reflecteixen el procés d'alternança del paleocorrent. Aquestes estructures sedimentàries no són comunes, ja que requereixen que el corrent sigui igual en les dues direccions, i això passa poques vegades en la natura. És probable que hi hagi molts anys en el període representat en cada capa estratificada creuada.
El patró de l'estructura es diu així per assemblar-se a l'estructura de l'esquelet d'una arengada (en anglès, herringbone).